# Prionopetalum xerophilum
Prionopetalum xerophilum är en mångfotingart som först beskrevs av Carl 1909.  Prionopetalum xerophilum ingår i släktet Prionopetalum och familjen Odontopygidae. Inga underarter finns listade i Catalogue of Life.